# Limone sul Garda

Lage der Gemeinde Limone sul Garda in der Provinz Brescia

Limone sul Garda (im Dialekt Limù; lateinisch Limoni) ist eine italienische Gemeinde am Westufer des Gardasees in der Provinz Brescia in der Lombardei. Die an der Gardesana Occidentale liegende Gemeinde hat 1108 Einwohner (Stand 31. Dezember 2023). Das ursprüngliche Fischerdorf ist ein Touristenort mit vielen Hotels und Ferienwohnungen. In Limone befinden sich die beiden Häfen Porto Vecchio und Porto Nuovo.

## Etymologie
Die Herkunft des Namens Limone ist umstritten. Wegen der Grenzlage des Ortes zwischen den Bistümern Brescia, Trient und Verona soll sich der Name vom lateinischen Wort limes für Grenze ableiten. Eine Annahme, die allerdings nicht von allen geteilt wird. Dante Olivieri sieht eine Ableitung aus dem Wort lima im Sinne von Fluss. Andere Autoren deuten den Ursprung aus dem keltischen lim im Sinne von Ulme oder Ulmenhain. Ein Bezug zu den umliegenden Zitronenhainen wird jedoch fast einhellig von allen Sprachwissenschaftlern abgelehnt. 
Bis 1863 hieß die Gemeinde Limone, anschließend Limone San Giovanni. Nach einem Gemeindebeschluss von 1904 nahm sie 1905 schließlich den aktuellen Namen Limone sul Garda an.

## Geographie
Der Ort liegt am nördlichen Westufer des Gardasees in Luftlinie etwa 54 km nordwestlich der Provinzhauptstadt Brescia. Limone erstreckt sich halbkreisförmig an der Mündung des Valle del Singol in die Talfurche des Gardasees. Er ist an drei Seiten von zum Großteil steil abfallenden Felswänden der Cima di Mughera (1161 m s.l.m.) im Norden, dem Monte Preals (890 m s.l.m.) im Westen und dem Monte Bestone (917 m s.l.m.) im Süden umgeben. Südlich des Ortskerns mündet der Torrente San Giovanni aus dem Valle del Singol kommend in den Gardasee. Unmittelbar nordöstlich von Limone grenzt die Gemeinde Riva del Garda an. Im Südwesten befindet sich die Gemeinde Tremosine, die über die Provinzstraße SP 115 „Limone - Tremosine“ direkt mit Limone verbunden ist.

## Geschichte
Limone war ursprünglich ein kleines Dorf, das zwischen 1426 und 1797 zur venezianischen Magnifica Patria, einem Zusammenschluss der westlichen Gemeinden des Gardasees und einem Teil des Val Sabbia, gehörte. Mit Einmarsch der Truppen Napoleons wurde dieser Zusammenschluss 1797 aufgelöst. Nach dem Wiener Kongress im Jahre 1815 war Limone dem lombardisch-venezianischen Königreich zugehörig und damit auch dem Kaisertum Österreich. 
Nach dem Zweiten Italienischen Unabhängigkeitskrieg fiel Limone 1859 an das Königreich Sardinien, aus dem 1861 das Königreich Italien hervorging. Die Grenze zu Österreich befand sich dabei nur wenige Kilometer nördlich von Limone. Am 8. Oktober 1860 ging südlich von Limone das zum Personentransport umfunktionierte Kanonenboot der sardischen Marine Sesia nach einer Kesselexplosion unter. Der Untergang kostete 42 Menschen das Leben und ist der bislang größte Schiffsunfall auf einem italienischen Binnengewässer. 18 Personen überlebten das Unglück. Das Wrack wurde 2012 in knapp 340 m Tiefe entdeckt. Auf Höhe der Unfallstelle wurde am Ufer ein Obelisk mit den Namen der Opfer errichtet.
Die unmittelbare Nähe zur Grenze hatte zur Folge, dass Limone in der Zeit des Ersten Weltkrieges frühzeitig vom Kriegsgeschehen erfasst wurde. Zunächst flüchtete ein Teil der Einwohnerschaft in das nahe gelegene Tremosine. Im September 1916 wurden schließlich auch die verbliebenen Einwohner evakuiert. Zuvor mussten die Plantagenbesitzer das gesamte Abdeckmaterial der Gewächshäuser an das Militär abgeben. Dies führte dazu, dass der Anbau von Zitrusfrüchten nicht mehr möglich war. 
Zwischen 1928 und 1931 erfolgte der Bau der Gardesana Occidentale von Gargnano nach Riva. Limone war bis zu diesem Zeitpunkt nur über unwegsame Saumpfade oder per Schiff erreichbar. Die Eröffnung der Straße führte zu wirtschaftlichem Aufschwung und auch zu einer Zunahme des Fremdenverkehrs. Um die Uferbereiche innerhalb des Dorfes besser zu erschließen, wurde dann 1939 die Strandpromenade errichtet.

### Bevölkerungsentwicklung
| Jahr      | 1861 | 1871 | 1881 | 1901 | 1911 | 1921 | 1931 | 1951 | 1961 | 1971 | 1981 | 1991 | 2001 | 2011 | 2021 |
| --------- | ---- | ---- | ---- | ---- | ---- | ---- | ---- | ---- | ---- | ---- | ---- | ---- | ---- | ---- | ---- |
| Einwohner | 548  | 571  | 578  | 698  | 610  | 520  | 578  | 744  | 831  | 947  | 989  | 989  | 1033 | 1151 | 1164 |

Quelle: ISTAT

## Wirtschaft und Infrastruktur
2016 lag der Ort bei der Zahl der Übernachtungen pro Anzahl Einwohner mit deutlichem Abstand an erster Stelle, bei der absoluten Anzahl auf Platz 41. Im Gemeindegebiet gab es zum 31. Dezember 2015 87 Beherbergungsbetriebe mit insgesamt 6841 Betten. Etwa 10.000 Touristen kommen während der Sommersaison täglich nach Limone. Für sie wurden große Parkplätze am Ortsrand eingerichtet, da in der Altstadt wegen der engen Gassen kein Autoverkehr möglich ist.

## Sehenswürdigkeiten
Das Stadtbild wird unter anderem durch Zitronenhaine geprägt. Sie sind unter anderem durch folgende Beschreibung Goethes vom 13. September 1786 berühmt geworden:

„Heute früh um drei Uhr fuhr ich von Torbole weg mit zwei Ruderern. Anfangs war der Wind günstig, daß sie die Segel brauchen konnten. Der Morgen war herrlich, zwar wolkig, doch bei der Dämmerung still. Wir fuhren bei Limone vorbei, dessen Berggärten, terrassenweise angelegt und mit Zitronenbäumen bepflanzt, ein reiches und reinliches Ansehn geben. Der ganze Garten besteht aus Reihen von weißen viereckigen Pfeilern, die in einer gewissen Entfernung voneinander stehen und stufenweis den Berg hinaufrücken. Über diese Pfeiler sind starke Stangen gelegt, um im Winter die dazwischen gepflanzten Bäume zu decken. Das Betrachten und Beschauen dieser angenehmen Gegenstände ward durch eine langsame Fahrt begünstigt, und so waren wir schon an Malcesine vorbei, als der Wind sich völlig umkehrte, seinen gewöhnlichen Tagweg nahm und nach Norden zog.“

### Pfarrkirche San Benedetto

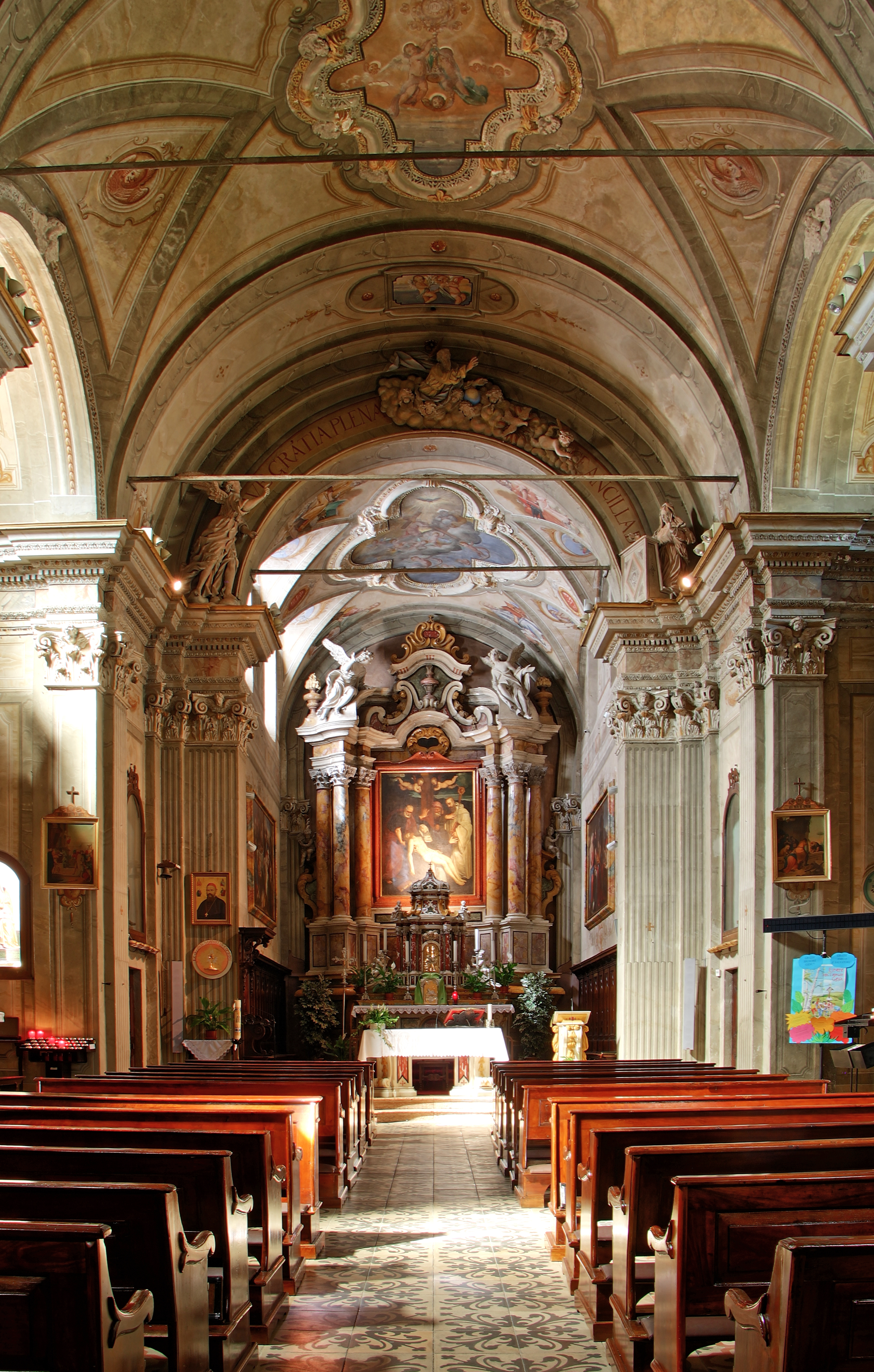
Pfarrkirche San Benedetto mit Hauptaltar von Cristoforo Benedetti

Die Pfarrkirche San Benedetto (Hl. Benedikt) wurde 1691 nach Plänen von Andrea Pernis auf den Resten eines romanischen Vorgängerbaus vermutlich aus dem 11. Jahrhundert erbaut. Das Kircheninnere zieren Gemälde von Andrea Celesti aus dem 17. Jahrhundert und ein Kruzifix aus Buchsbaumholz aus dem 18. Jahrhundert. Es gibt vier Marmoraltäre, darunter drei des Bildhauers Cristoforo Benedetti aus Castione bei Brentonico und einen in Stuck:
- Der barocke Hauptaltar aus verschiedenfarbigen Marmor ist ein Werk des Cristoforo Benedetti und wurde zwischen 1719 und 1724 errichtet.[9] Das Altarbild (1574) zeigt die Kreuzabnahme Jesu und stammt vom Veroneser Meister Battista dell’Angolo genannt del Moro.
- Der Altar des hl. Sakramentes (1699) ist von Silvestro und den Brüdern Ogna aus Rezzato. Das Altarbild zeigt das Letzte Abendmahl (Künstler unbekannt).
- Der Altar des hl. Rosenkranzes (1704) ist ebenfalls von Cristoforo Benedetti. Auf dem Altarbild sind die Madonna mit dem Kinde, das Mysterium des heiligen Rosenkranzes, der Hl. Antonius und der Hl. Jakob von Compostela abgebildet (Künstler unbekannt).
- Der Altar des Hl. Antonius von Padua (1696) besteht aus Marmor und Stuckatur. Das Gemälde, 1847 geschaffen von Antonio Moro aus Limone, ist dem Hl. Antonius, dem Hl. Franziskus und der Hl. Familie gewidmet.
- Der Altar mit dem Hl. Kreuz (1721) ist ebenfalls ein Werk von Cristoforo Benedetti. Das barocke Holzkreuz ist aus Buchsbaum geschnitzt und unbekannter Herkunft.[10]

### San-Rocco-Kapelle

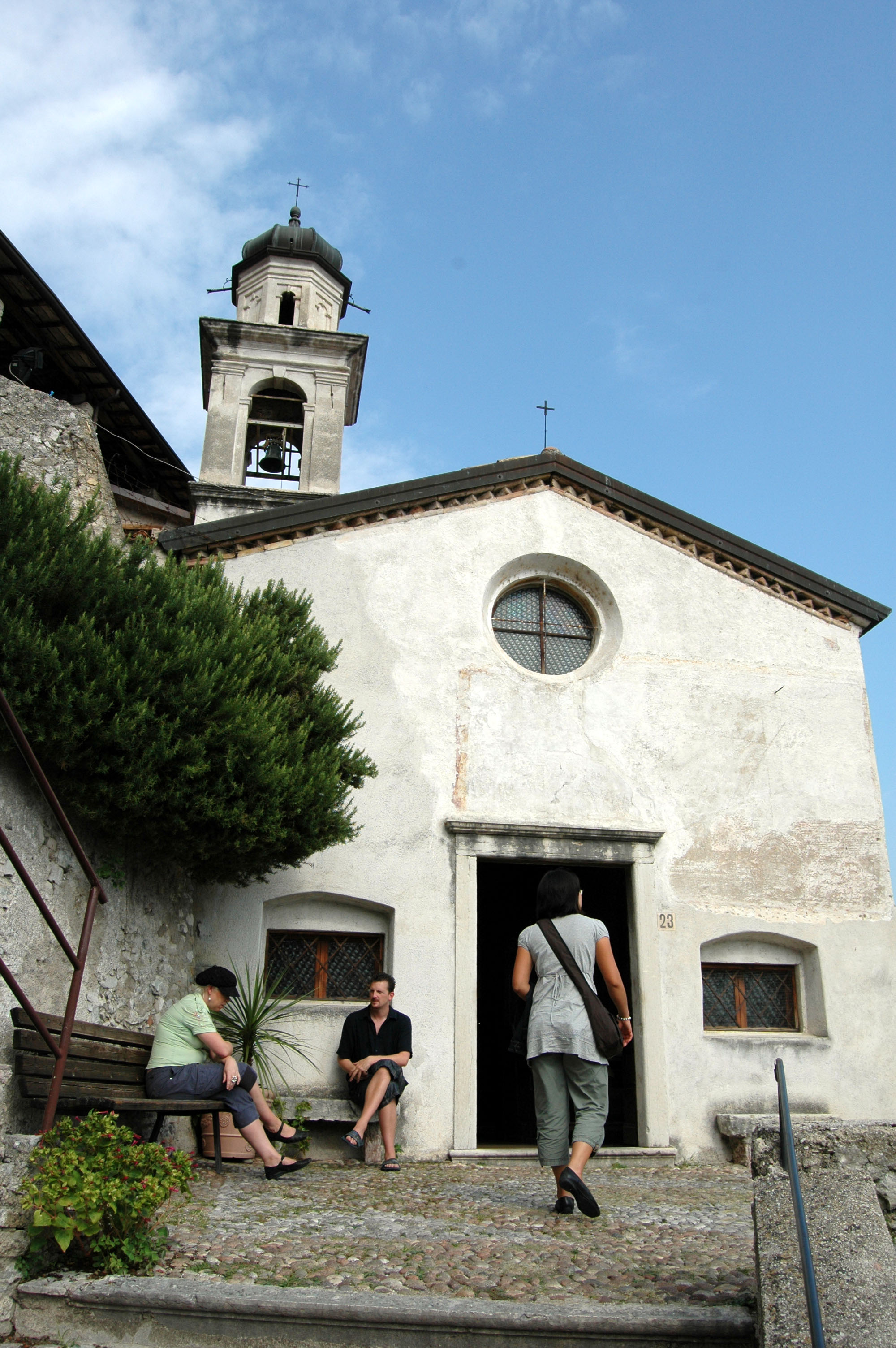
Kapelle San Rocco

Die Kapelle San Rocco wurde in der Mitte des 16. Jahrhunderts erbaut. Während des Ersten Weltkrieges wurde sie stark beschädigt. Sie wird hin und wieder für Benefizveranstaltungen genutzt. 

## Persönlichkeiten
Daniele Comboni (1831–1881), Priester, Missionar und Ordensgründer, der sich für die Missionierung Afrikas einsetzte. Er wurde von Papst Johannes Paul II. 2003 heiliggesprochen.

## Sport
In Limone findet jährlich im Oktober der Wettbewerb Limone Extreme statt.

## Sonstiges
Um 1980 entdeckten Wissenschaftler bei den Bewohnern ein mutiertes Molekül eines Apolipoproteins im Blut. Dieses senkt das Erkrankungsrisiko von Arteriosklerose und anderer Herz-Kreislauferkrankungen.
Seit 2008 findet in Limone sul Garda das internationale Chor- und Orchesterfestival „Lago di Garda Music Festival“ statt. Die Kulisse von Limone sul Garda bietet Laienchören und Laienorchestern die Möglichkeit hier ein musikalisches Event zu erleben.

## Ortsansichten

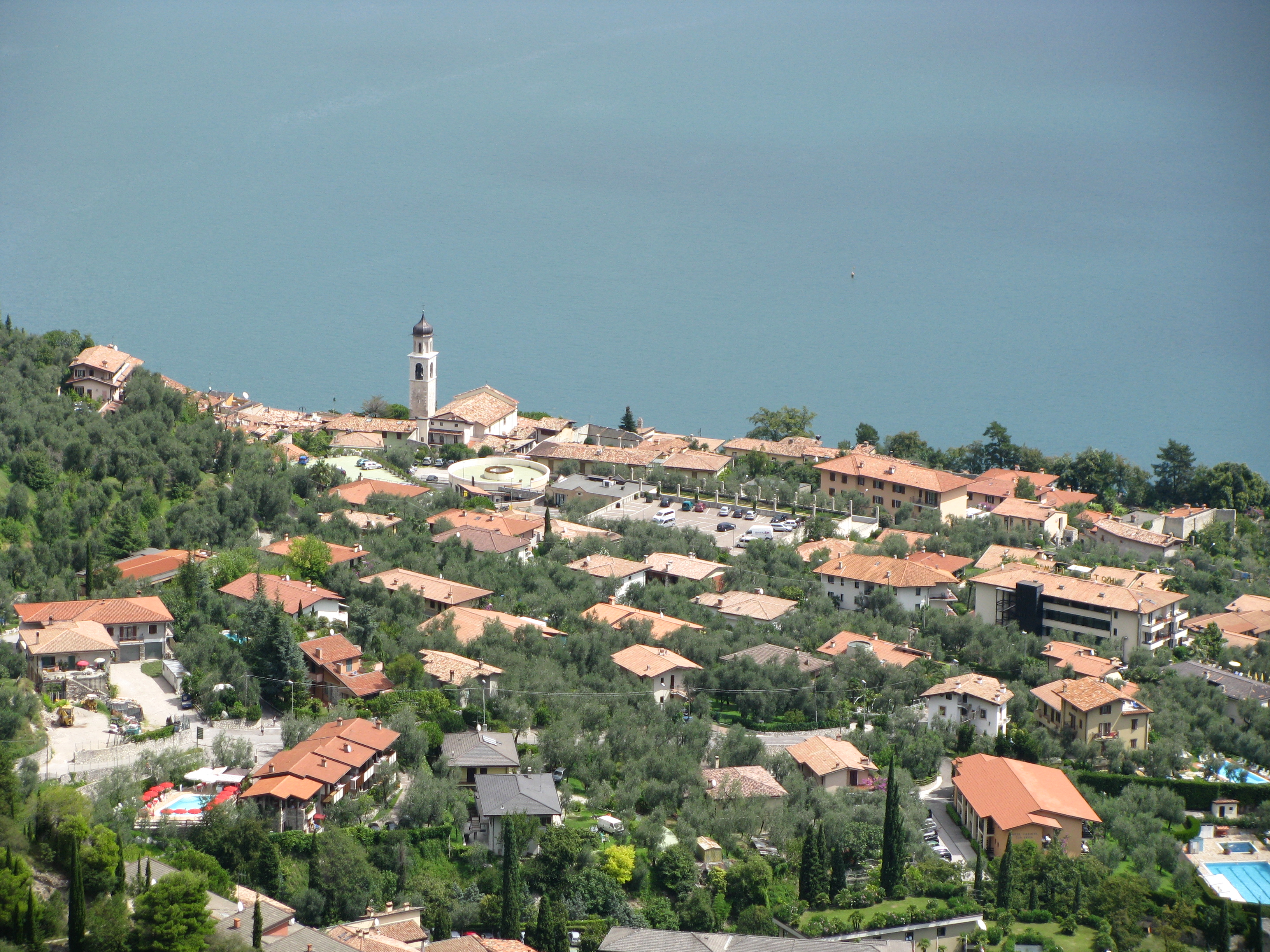
Blick vom Berg auf Limone sul Garda am Gardasee
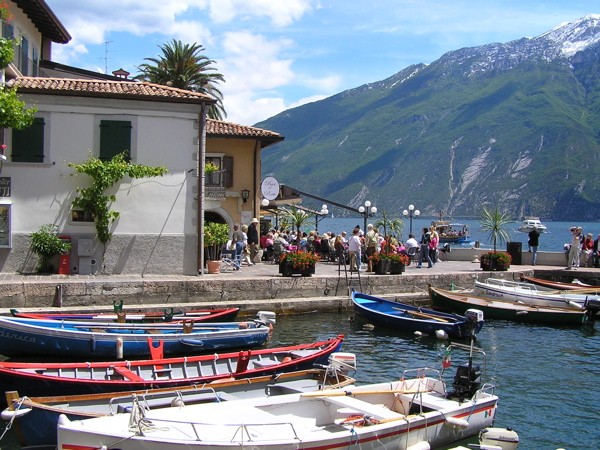
Alter Hafen von Limone sul Garda in der Altstadt
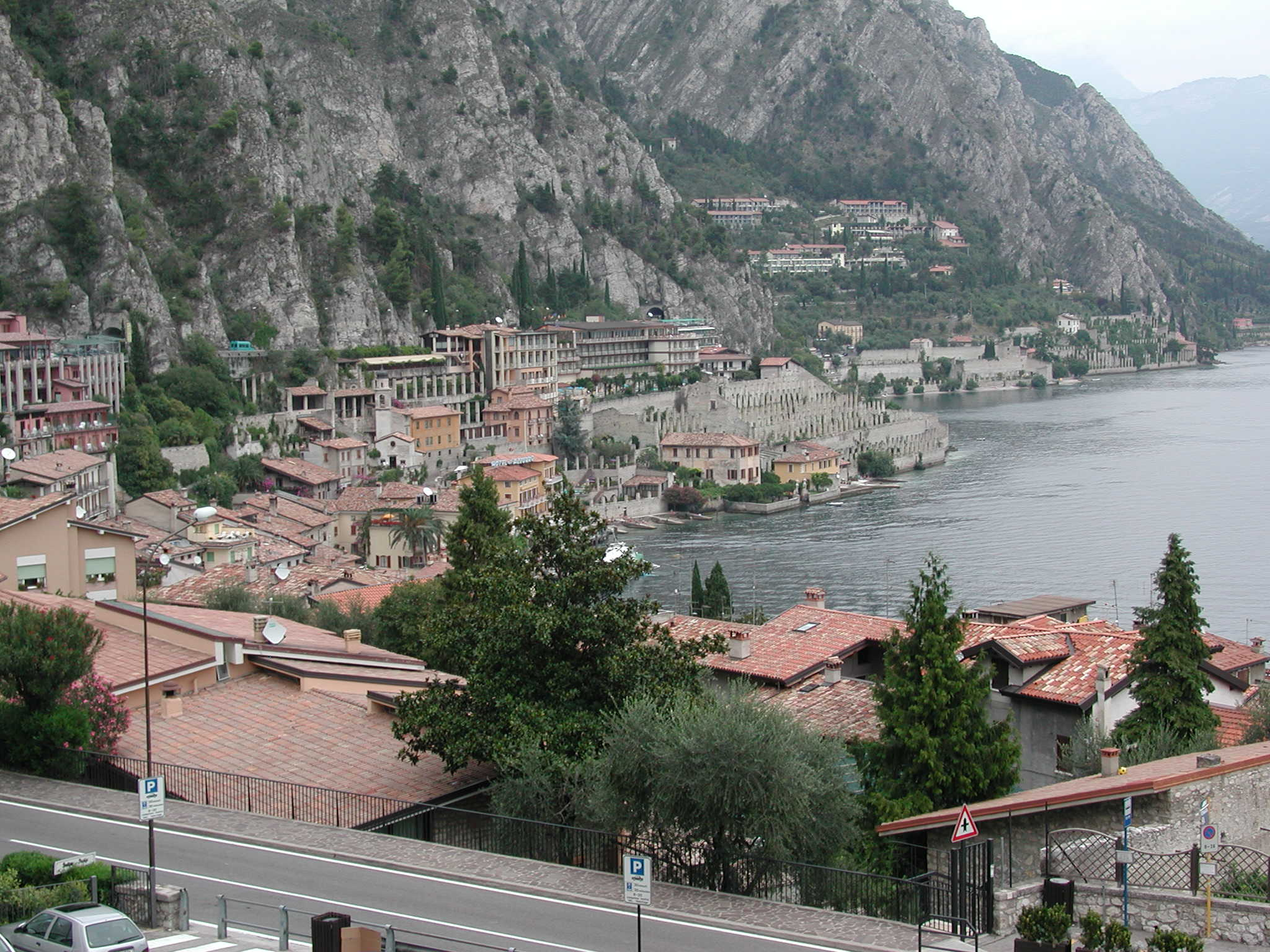
Ortspanorama
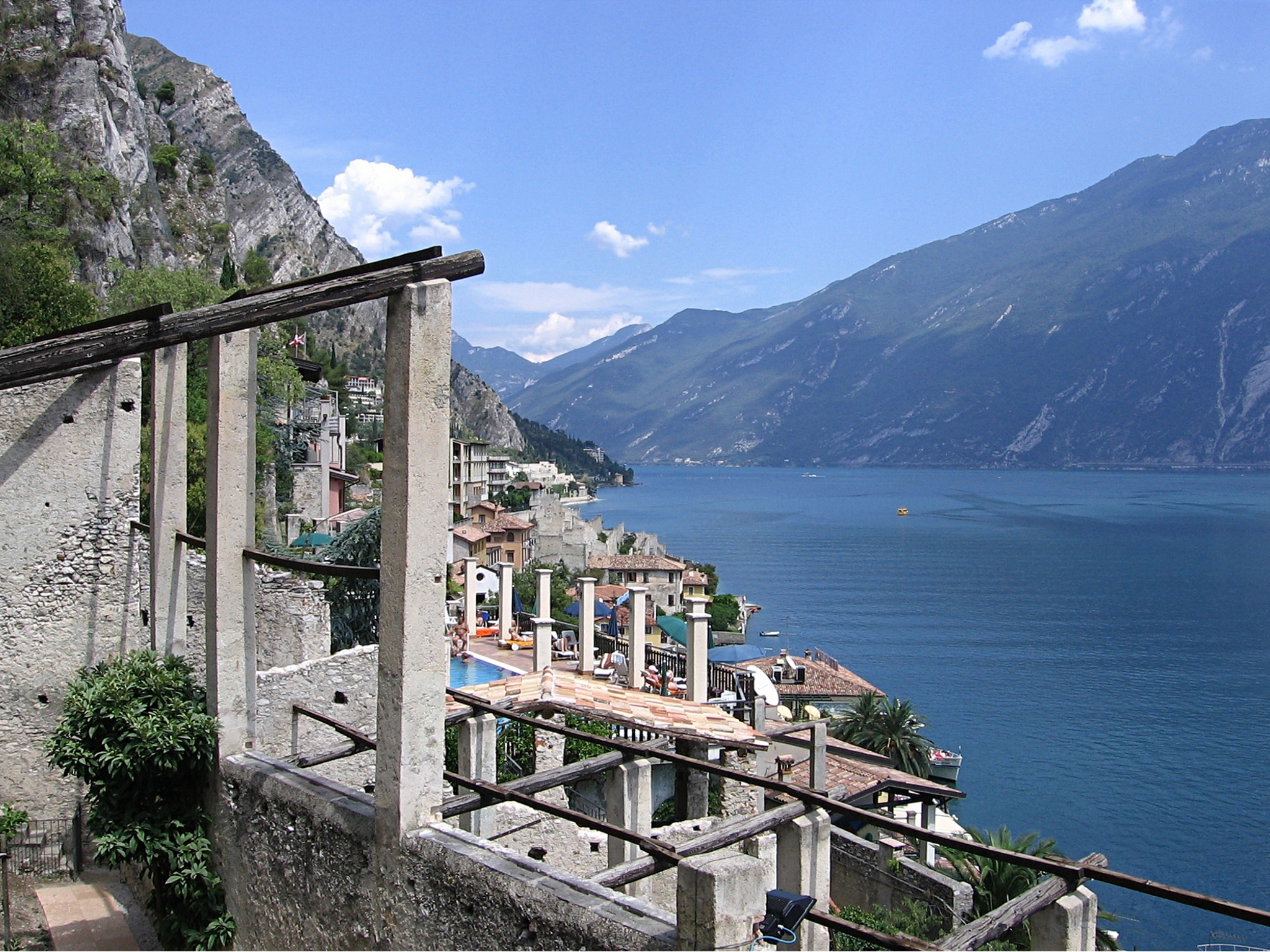
Limonaia oberhalb des Ortskerns
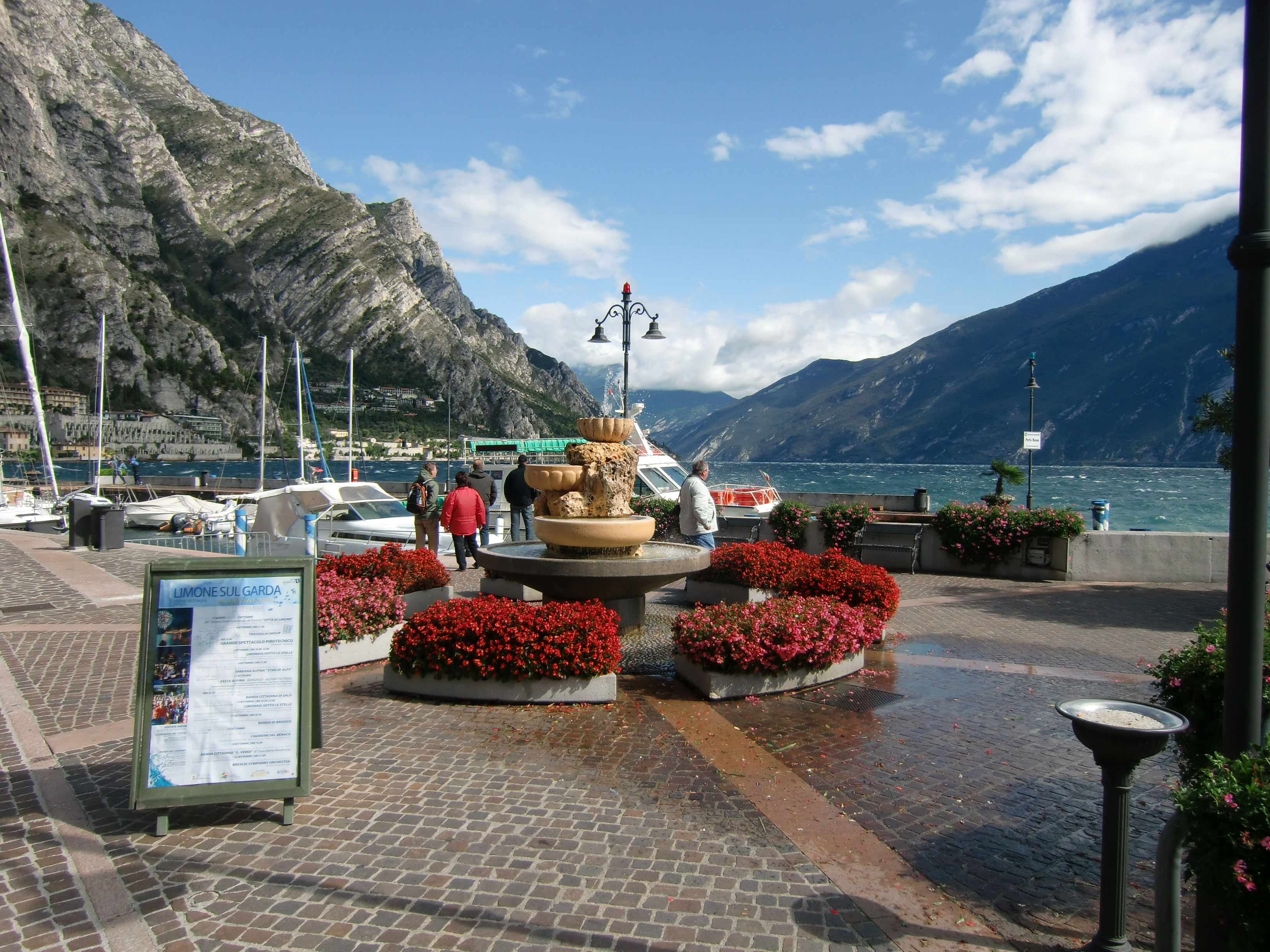
Am neuen Hafen von Limone